# Baeoura schachti
Baeoura schachti là một loài ruồi trong họ Limoniidae. Chúng phân bố ở miền Cổ bắc.